# Vamek III Dadiani de Mingrèlia
Vamek o Vameq III Dadiani, mtavari de Mingrèlia del 1658 al 1661. Fou breument rei d'Imerècia el 1661.
Era el fill gran de Jordi Dadiani, príncep de Salipartiano ((fill de Levan I Dadiani) i d'Anna Dadiani. Casat amb Elena filla de Simó Gurieli de Gúria. El 1658 va rebre el poder de Mingrèlia del rei Alexandre III d'Imerècia, que va expulsar del tron a Liparit III Dadiani. Va deposar el rei de la Imerècia Vakhtang Txutxuniashvili el 1661 i es va proclamar rei, però va ser deposat i expulsat per Vakhtang V de Kartli el mateix 1661. Es va retirar a Svanètia i va morir en un combat amb els Svans (1661).